# كيوريبتو (تشيلي)
كيوريبتو (بالإسبانية: Curepto) هي بلدية تقع في تشيلي في Talca Province. يقدر عدد سكانها بـ 9,380 نسمة ومساحتها 1,073.8 كم2 وترتفع عن سطح البحر 9 متر.